# Paralecta
Paralecta é um gênero de traça pertencente à família Agonoxenidae.